# 红河哈尼族彝族自治州
红河哈尼族彝族自治州（哈尼文：Haoqhoq Haqniqssaq Haqhholssaq Ziiqziifzel，彝文：ꉼꉸꉳꆃꁈꆃꁈꊨꏦꍓ，拉丁轉寫：Hop Huop Ha Niep Po Niep Zyt Jie Zhe），簡稱紅河州，是中华人民共和国云南省下辖的自治州，位于云南省南部，自治州首府驻蒙自市，因红河（元江）横贯州境而得名。州境西接普洱市，北连玉溪市、昆明市，东北临曲靖市，东邻文山州，南与越南接壤。以元江为界，红河州以北位于滇中高原，地势较平缓，以南则属横断山脉和哀牢山峡谷地带。红河、南盘江、甸溪河、藤条江、李仙江等流经境内。州境内有云南九大高原湖泊之一的异龙湖。全州面积32,174平方公里，2020年总人口447.84万人，汉族、哈尼族和彝族的人口比例分別约43%、17%和23%。红河哈尼梯田为云南哈尼梯田的代表，于2013年获联合国教科文组织列入世界文化遗产。

## 历史
西汉元鼎六年（前111年）置牂牁郡；又置漏江县（今泸西县境），属牂柯郡。元封二年（前109年）置益州郡；又置贲古县（治今蒙自市东南），属益州郡。东汉析益州郡西置永昌郡。三国蜀汉改益州郡为建宁郡，又设兴古郡。西晋泰始六年（270年），析益州的建宁、兴古、云南、永昌四郡置宁州。东晋分属兴古、梁水、晋宁三郡。后地入爨氏，南部属濮部。唐调露元年（679年）设安南都护府。南诏时南部属通海都督府，北部属拓东节度。大理国于境内置秀山郡、石城郡和最宁府。
元宪宗七年（1257年）设目则千户（今蒙自市）。元至元七年（1270年）置石坪州（今石屏县）。至元十二年（1275年）置弥勒千户（今弥勒市）。至元十三年（1276年）于弥鹿部置广西路（今泸西县），又置临安路、和泥路，隶云南等处行中书省；改目则千户置蒙自县，属临安路；以阿僰部置建水州（今建水县），属临安路。至元二十七年改弥勒千户置弥勒州，属广西路。
明洪武十五年（1382年）改置临安府、广西府、元江府；置阿迷州（今开远市），属临安府；改石坪州为石屏州，属临安府。南明永历二年（1648年）改阿迷州为开远州，改蒙自县为乐新县，清复旧名。
清沿明制，仍置临安府。乾隆三十五年（1770年）改广西府为广西直隶州，改弥勒州置弥勒县，属广西直隶州；改建水州为建水县，为临安府治。光绪九年（1883年）于蒙自县箇旧里设箇旧招商局。光绪十一年（1885年）临安府双水塘同知迁驻箇旧，置箇旧厅，专管矿务，兼收课税，属蒙自县。光绪十三年（1887年）辟蒙自县为商埠，设蒙自关。光绪十四年（1888年）设临安开广道，治蒙自县，辖临安、开化、广南三府。光绪二十三年（1897年）置河口副督办区（今河口县），属临开广道。
民国二年（1913年）置靖边行政区（今屏边县）；同年废府州厅改县，建水、临安、蒙自、石屏、阿迷、箇旧、广西、弥勒等县属临开广道，次年改蒙自道。1914年临安县因与浙江省临安县重名，复名建水县；改河口副督办区置河口对汛督办区。1917年置金河行政区、勐丁行政区。1922年析建水县北部置曲溪县（今建水县曲江镇）。1927年裁蒙自道。1929年广西县更名泸西县。1931年改阿迷县为开远县。1932年改金河、勐丁两行政区为金河设治局、平河设治局。1933年改靖边行政区设屏边县。1934年析石屏县北部置龙武设治局（今石屏县龙武镇）。1936年金河、平河两设治区合并设立金平县。民国三十一年（1942年）置云南省第三行政督察区，驻建水县，辖建水、蒙自、箇旧、石屏、元江、曲溪、金平等县及龙武设治局。民国三十五年（1946年）除龙武设治局属第六区，其余各县均属第五行政督察区。
中华人民共和国成立后，1950年改河口对汛督办区置河口市，析元江、石屏、建水三县置红河县，析建水、蒙自、箇旧三县置新民县（治今元阳县新街镇），龙武设治局改置龙武县；同年置蒙自专区，辖蒙自、箇旧、开远、建水、曲溪、石屏、金平、屏边、元江、龙武、新民、红河12县及河口市，专署驻蒙自县。1951年新民县更名为元阳县；撤销箇旧县，改设个旧市，由省直辖；将红河县改设红河县爱尼族自治区。1953年设立红河哈尼族自治区，首府驻元阳县，辖元江、金平、红河三县。1954年将宜良专区的弥勒县彝族自治区划归蒙自专区；元江县划归玉溪专区。1955年撤销河口市，改设河口县；改弥勒县为弥勒彝族自治县；析红河、元阳、墨江、金平四县置六村办事处（驻今绿春县大兴镇）。1957年9月6日批准将蒙自专区和红河哈尼族自治区合并，设立红河哈尼族彝族自治州，州政府驻蒙自县；同年11月18日正式成立。
1958年个旧市改由红河州领导，自治州首府迁驻个旧市；同年撤销开远县，并入个旧市和文山县；撤销蒙自县，并入个旧市；撤销泸西县（原属曲靖专区），并入弥勒县；撤销六村办事处，设立绿春县。1960年撤销曲溪县，并入建水县；撤销龙武县，并入石屏县；撤销屏边县，并入河口县；复置开远、蒙自两县，由个旧市领导。1961年开远、蒙自两县改由自治州领导。1962年恢复泸西县、屏边县。1963年，屏边县改设屏边苗族自治县；河口县改设河口瑶族自治县。1981年1月，撤销开远县，设立开远市。1985年6月，金平县改设金平苗族瑶族傣族自治县。2003年1月，红河州政府驻地由个旧市迁至蒙自县。2010年9月，中华人民共和国民政部决定撤销蒙自县，设立蒙自市；2013年3月，撤销弥勒县，设立弥勒市。

## 地理
州境以红河为界分为南北两部分，红河以北为岩溶高原和湖盆高原，有蒙自、建水、弥勒、石屏等坝子，其中蒙自坝是滇南著名大坝，红河以南为横断山脉和哀牢山峡谷区，地势复杂。北部有七个县、市，南部有六个县（俗称“南部六县”），且州内的四个县级市均位于北部。

### 水文
南盘江及其支流甸溪河、泸江等流经红河州域北部，其在开远小龙潭以上河段相较平坦，在小龙潭以下山岭重叠，多峡谷；而红河及其支流藤条江、李仙江、南溪河、小河底河等流经州域南部，呈西北至东南流向，直至河口县流入越南境内:5。州域内有异龙湖、大屯海、长桥海、三角海等湖泊，主要分布在北回归线附近，总体面积较小:6。

### 气候
红河州包括蒙自、开远在内的大部分县市属南亚热带湿润气候，年降水量在730毫米至800毫米之间；该州北部小部分属中亚热带湿润气候:7-8；元江、河口等红河谷地县市属北热带，其中河口气候偏向湿热型，年降水量在1,400毫米至1,800毫米之间；而元江县等地则偏干热，年降水量在800毫米以下:7。

## 政治

### 现任领导
| 机构     | · 中国共产党 · 红河哈尼族彝族自治州 · 委员会 | 红河哈尼族彝族自治州 人民代表大会 常务委员会 | 红河哈尼族彝族自治州 人民政府 | · 中国人民政治协商会议 · 红河哈尼族彝族自治州 · 委员会 |
| 职务     | 书记                                         | 主任                                         | 州长                          | 主席                                                   |
| -------- | -------------------------------------------- | -------------------------------------------- | ----------------------------- | ------------------------------------------------------ |
| 姓名     | 赵瑞君                                       | 李成武                                       | 罗萍（女）                    | 庞俊                                                   |
| 民族     | 汉族                                         | 彝族                                         | 哈尼族                        | 汉族                                                   |
| 籍贯     | 北京市                                       | 云南省石屏县                                 | 云南省元阳县                  | 云南省弥勒市                                           |
| 出生日期 | 1970年1月（55歲）                            | 1968年8月（56歲）                            | 1971年11月（53歲）            | 1969年4月（55歲）                                      |
| 就任日期 | 2021年9月                                    | 2022年2月                                    | 2017年10月                    | 2022年2月                                              |

### 历任领导
| 州委书记 - 杨光成（1996年3月—2002年11月） - 罗崇敏（2002年11月—2007年12月） - 刘一平（2007年12月—2013年2月） - 杨洪波（2013年2月—2015年10月） - 姚国华（2015年10月—2021年5月） - 洪正华（2021年4月—2021年9月） - 赵瑞君（2021年9月—） | 州长 - 白成亮（1998年6月—2005年6月） - 杨福生（2006年2月—2016年5月） - 李扬（2016年7月—2017年7月） - 罗萍（2017年10月—） |

### 行政区划
红河州下辖4个县级市、6个县、3个自治县。
- 县级市：个旧市、开远市、蒙自市、弥勒市
- 县：建水县、石屏县、泸西县、元阳县、红河县、绿春县
- 自治县：屏边苗族自治县、金平苗族瑶族傣族自治县、河口瑶族自治县

## 经济
红河州地区生产总值（GDP）已连续多年位居云南省第三、全国30个少数民族自治州之首。2021年，红河州地区生产总值达2742.12亿元，按可比价格计算，同比增长9.1%。其中，第一产业增加值370.89亿元，增长8.1%；第二产业增加值1118.59亿元，增长9.1%；第三产业增加值1252.64亿元，增长9.3%。人均生产总值61524元。地方财政总收入332.20亿元，同比增长6.2%。一般公共预算收入160.62亿元，同比增长6.2%，其中，税收收入92.92亿元，增长9.2%；非税收入67.70亿元，增长2.4%。一般公共预算支出505.10亿元，同比下降5.1%。

### 产业

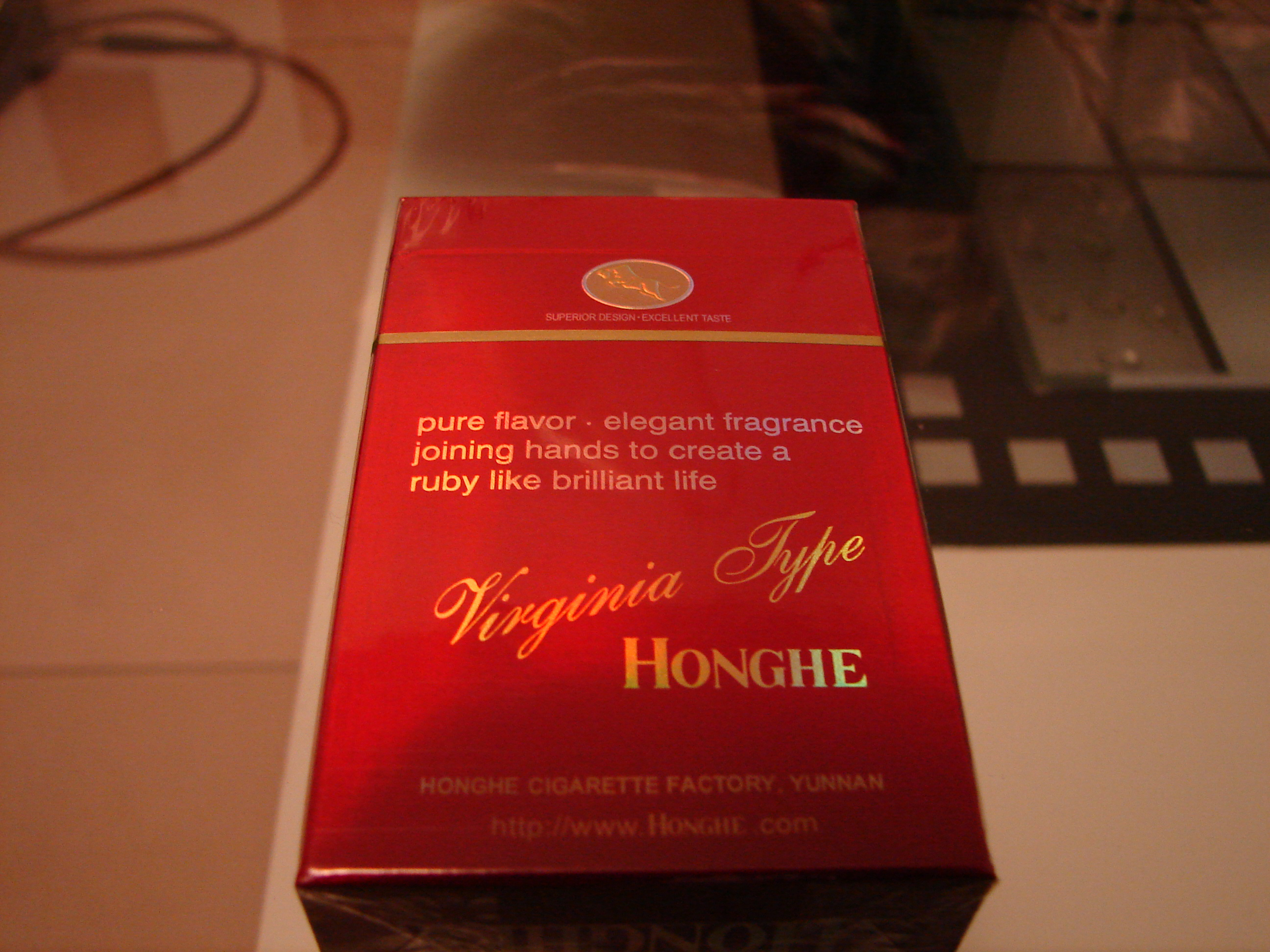
在中国海外销售的红河牌香烟

作为云南近代工业的发祥地和重要的工业、能源基地，红河州拥有有色金属、化工、烟草等传统支柱产业，工业基础厚实，形成了火电、水泥、化工、造纸等一系列的工业体系，锡产量占全省95%以上，占全国70%，占世界25%以上；铜产量占全省50%，占全国11.2%；铝产量占全省17.8%；铅产量占全省58.4%。
近年来，随着红河州产业转型升级，电子信息制造业、新材料产业、新高原特色现代农业、房地产业、旅游文化业亦成为其重要支柱产业。

### 外贸
红河州位于中越边境，在对外贸易方面拥有良好的区位优势。州境内有3个国家级一类口岸：河口公路口岸、河口铁路口岸和金水河口岸。另有中国（云南）自由贸易试验区红河片区、国家级蒙自经济技术开发区、红河综合保税区（云南省第一个综合保税区）等国家级开放平台、产业平台。

### 南北差距
红河州南北发展差异巨大，位于滇东高原的北部七县（市）蒙自、个旧、开远、弥勒、建水、石屏、泸西贡献全州八成左右的GDP，而靠近越南边境的“南部六县”红河、元阳、绿春、金平、屏边、河口是集边境、边远、少数民族、深度贫困于一体的集中连片特困地区。截止2021年，南部6县贫困总人口55.16万人，占全州贫困人口的66.8%，贫困发生率高于全省平均水平20.83个百分点。从城镇化率看，北部7县（市）达到60.6%，南部6县仅为29.5%。

## 人口
根据2020年第七次全国人口普查，全州常住人口为4,478,422人。同第六次全国人口普查的4,500,896人相比，十年共减少了22,474人，下降0.5%，年平均增长率为-0.05%。其中，男性为2,320,257人，占总人口的51.81%；女性为2,158,165人，占总人口的48.19%。总人口性别比（以女性为100）为107.51。0－14岁的人口为940,831人，占总人口的21.01%；15－59岁的人口为2,868,988人，占总人口的64.06%；60岁及以上的人口为668,603人，占总人口的14.93%，其中65岁及以上的人口为477,679人，占总人口的10.67%。居住在城镇的人口为2,136,297人，占总人口的47.7%；居住在乡村的人口为2,342,125人，占总人口的52.3%。

### 民族

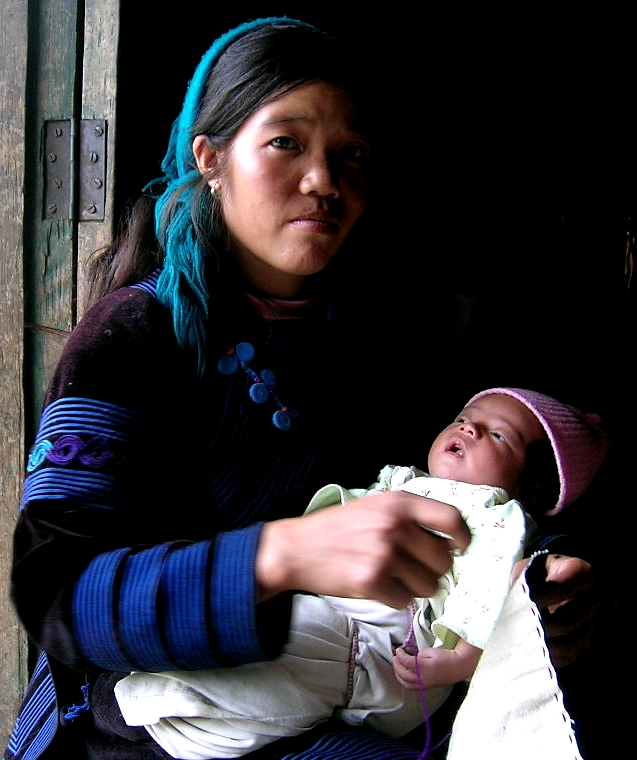
身着哈尼族服饰的妇女

红河州民族众多，有汉族、哈尼族、彝族、苗族、傣族、壮族、瑶族、回族、布依族、布朗族、拉祜族11个世居民族。截至2022年末，红河州户籍人口470.28万人中，汉族179.86万人，少数民族人口290.42万人，占总人口的61.8%，其中：哈尼族90.60万人、彝族117.29万人、壮族12.02万人、傣族12.36万人、苗族36.95万人、回族7.78万人、拉祜族1.37万人、瑶族10.19万人、布朗族0.10万人、布依族0.41万人。
2020年全州常住人口中，汉族人口为1,926,229人，占43.01%；各少数民族人口为2,552,193人，占56.99%。与2010年第六次全国人口普查相比，汉族人口减少2,372人，下降0.12%，占总人口比例增加0.16个百分点；各少数民族人口减少20,102人，下降0.78%，占总人口比例下降0.16个百分点。其中，哈尼族人口减少8,801人，下降1.11%，占总人口比例下降0.11个百分点；彝族人口减少7,498人，下降0.72%，占总人口比例下降0.05个百分点。
| 民族名称                | 汉族      | 彝族      | 哈尼族  | 苗族    | 壮族    | 傣族    | 瑶族   | 回族   | 拉祜族 | 白族  | 其他民族 |
| ----------------------- | --------- | --------- | ------- | ------- | ------- | ------- | ------ | ------ | ------ | ----- | -------- |
| 人口数                  | 1,926,229 | 1,036,101 | 780,901 | 315,154 | 112,216 | 107,158 | 90,453 | 74,492 | 12,470 | 6,842 | 16,406   |
| 占总人口比例（%）       | 43.01     | 23.14     | 17.44   | 7.04    | 2.51    | 2.39    | 2.02   | 1.66   | 0.28   | 0.15  | 0.37     |
| 占少数民族人口比例（%） | －        | 40.60     | 30.60   | 12.35   | 4.40    | 4.20    | 3.54   | 2.92   | 0.49   | 0.27  | 0.64     |

## 文化

### 全国重点文物保护单位
- 纳楼长官司署
- 建水文庙
- 指林寺大殿
- 朝阳楼
- 双龙桥
- 五家寨铁路桥
- 蒙自海关旧址
- 鸡街火车站
- 企鹤楼
- 陈氏宗祠
- 来鹤亭
- 郑氏宗祠
- 建水朱家花园
- 团山民居建筑群
- 石屏文庙建筑群
- 红河县东门楼及迤萨民居
- 熊庆来故居
- 碧色寨车站
- 宝丰隆商号
- 周家宅院
- 红河哈尼梯田
- 泸西万寿寺三佛殿
- 建水土主庙
- 蒙自玉皇阁
- 建水玉皇阁及崇文塔
- 新安所古建筑群
- 洄澜桥阁
- 建水学政考棚
- 开远发电厂旧址
- 开远长虹桥

### 国家级非物质文化遗产
- 四季生产调
- 哈尼族多声部民歌
- 彝族海菜腔
- 彝族烟盒舞
- 哈尼哈吧
- 乐作舞
- 阿细跳月（彝族三弦舞）
- 建水紫陶烧制技艺
- 祭寨神林
- 阿细先基
- 铓鼓舞
- 乌铜走银制作技艺
- 蒙自过桥米线制作技艺
- 苗族花山节

## 特产
- 红河灯盏花：中国地理标志产品
- 蒙自石榴: 中国地理标志产品
- 蒙自过桥米线
- 蒙自年糕
- 蒙自枇杷
- 石屏豆腐
- 建水狮子糕